# Marlspieker

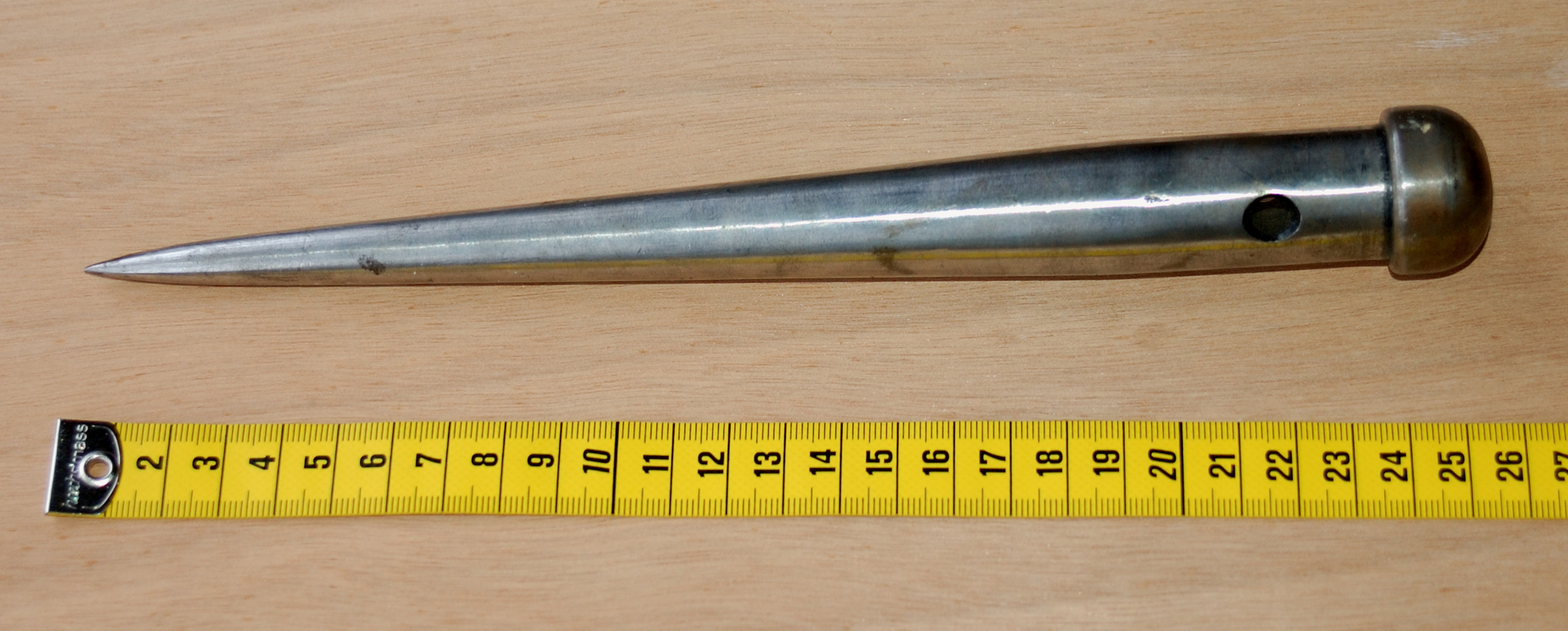
Großer Marlspieker aus Stahl

Der Marlspieker, auch Markpfriem genannt, ist ein Werkzeug der Takler (Bearbeiter von Tauwerk für den maritimen Einsatz) in Form eines eisernen Dorns mit einem Knauf am dickeren Ende. Er dient beim Spleißen zum Auseinanderdrängen der Kardeele von geschlagenem und geflochtenem Tauwerk sowie Drahtseilen.
Darüber hinaus ist der Marlspieker auch heute noch ein Universalwerkzeug der Seemannschaft an Bord eines Schiffes. Man verwendet ihn als Schlag- und Klopfinstrument, zum „Aufbrechen“ (Lösen) festsitzender Knoten und zum Lösen des Bolzens an einem Schäkel.
Die Länge eines Marlspiekers variiert zwischen 30 und 70 cm. Die Spitze kann rund oder abgeflacht sein.

## Fitt

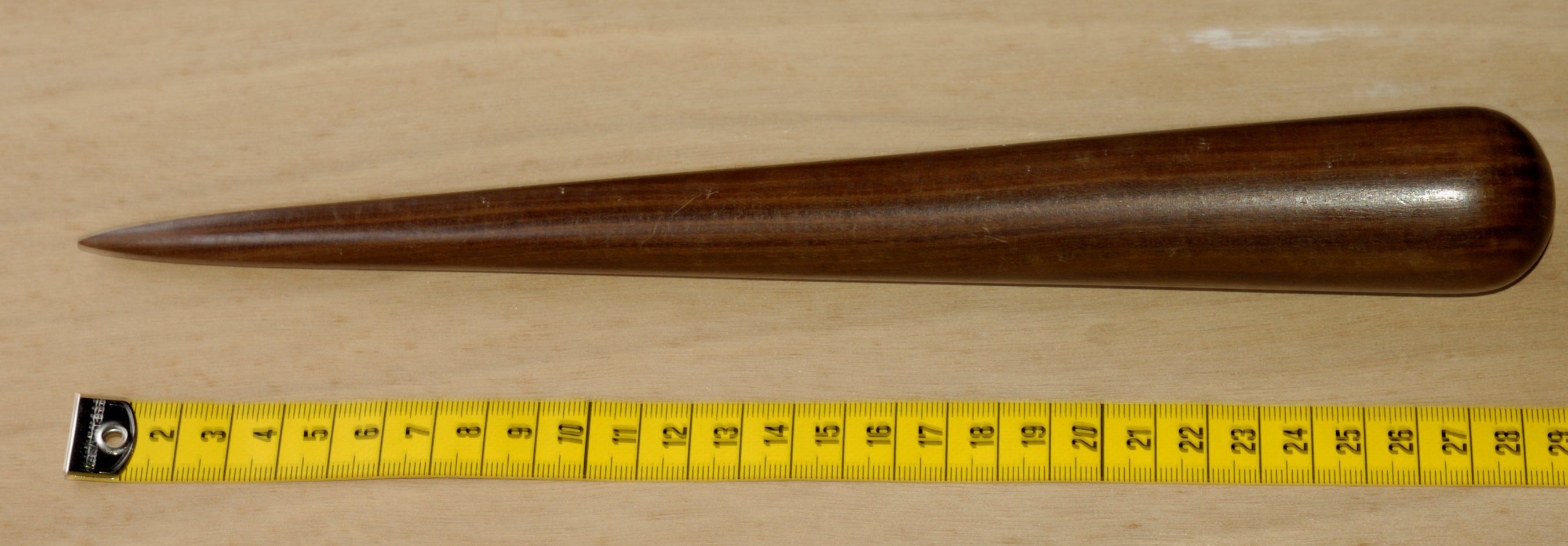
Fitt aus Pockholz

Wird dieses Werkzeug aus Hartholz, Bein oder anderen natürlichen Werkstoffen gefertigt und der Knauf am dickeren Ende fortgelassen, so spricht man von einem Fitt. Sehr große Fitte (über ein Meter Länge), die senkrecht auf den Boden zu stellen sind, werden vom Takler „Tertsch“ genannt.

## Pricker

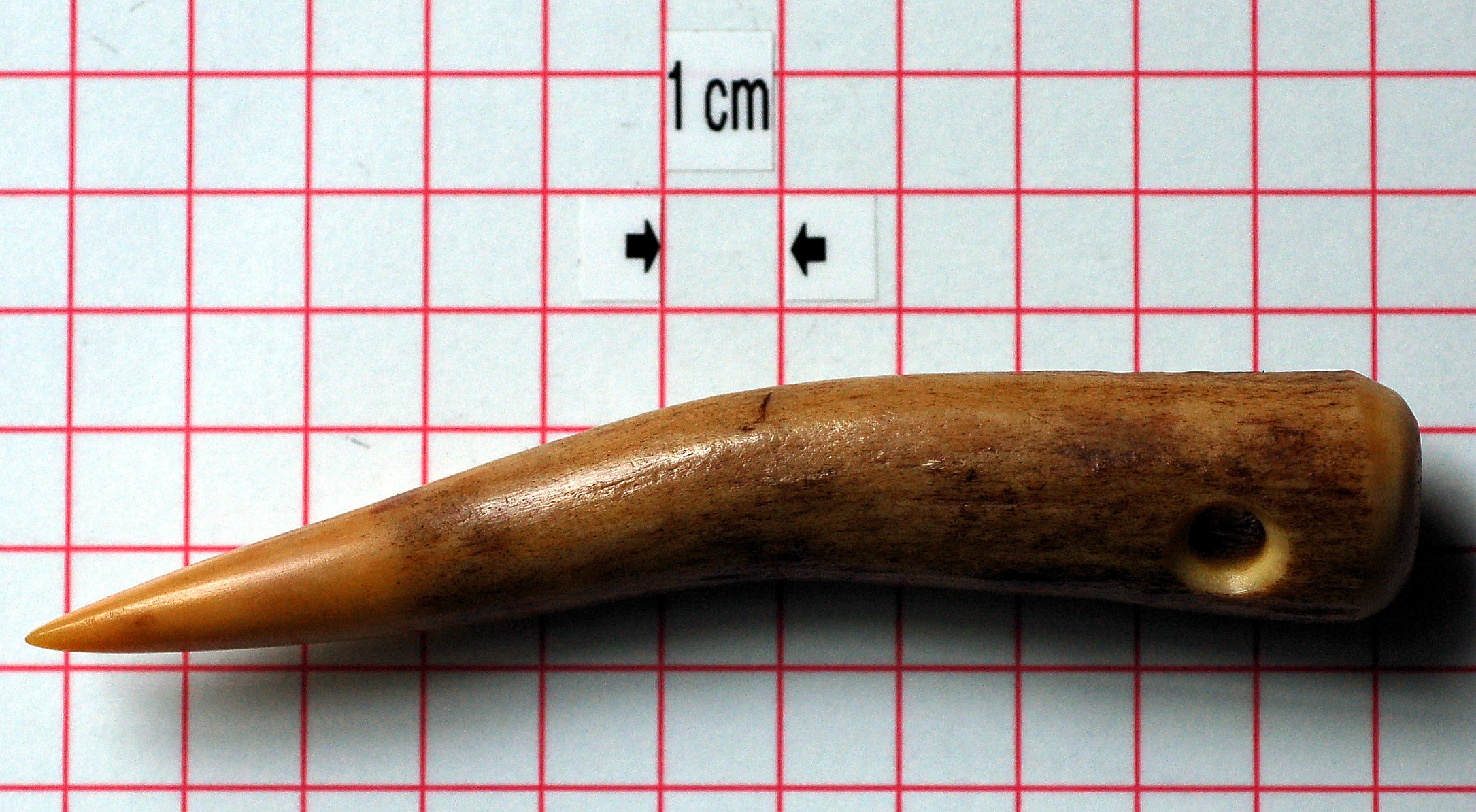
Pricker aus der Spitze einer Geweihstange

Sehr kleine Marlspieker (bis ca. 10 cm) werden Pricker genannt. Sie sind sowohl als Einzelwerkzeug als auch als Bestandteil von Klappmessern (Seglermesser) zu finden. Auch die in vielen Staaten bei (militärischen) Fallschirmspringern verwendeten Klappmesser (Fallmesser, das Flieger-Kappmesser) sind meist mit einem Pricker ausgestattet.

## Weitere Beispielbilder

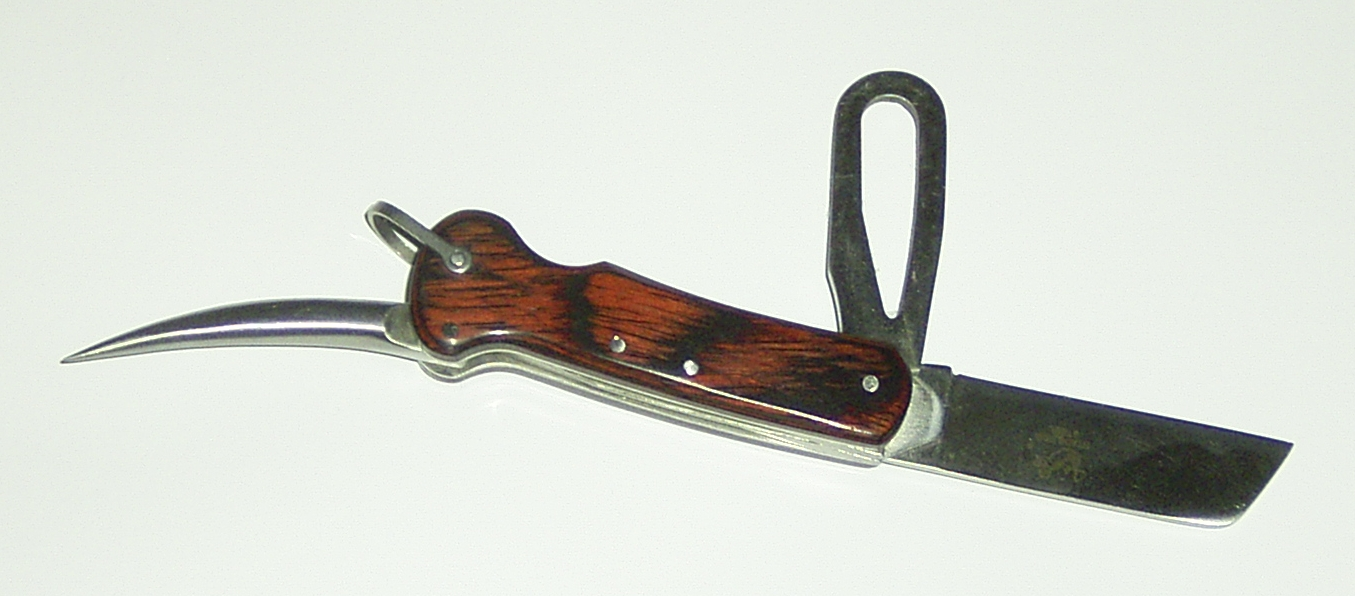
Seglermesser mit klappbarem Pricker am linken Ende
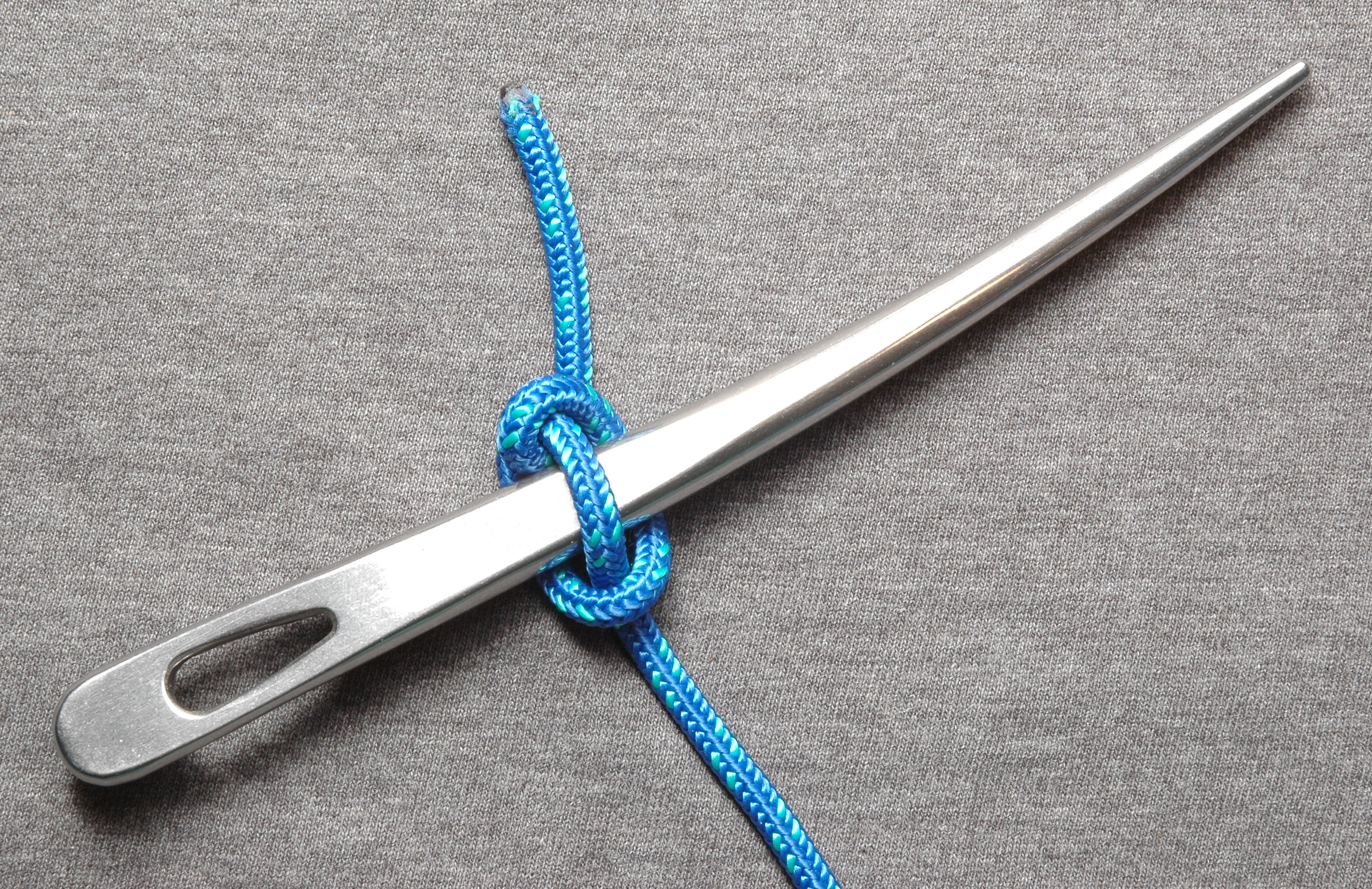
Kleinerer Marlspieker (mit Öhr zum Öffnen von Schraubschäkeln), um den ein Marlspiekerschlag geknüpft ist.

## Trivia
Die italienische Bezeichnung für den Marlspieker Caviglia ist in Italien auch als Familienname zu finden. 
Die wörtliche Übersetzung des Pseudonyms des amerikanischen Sicherheitsforschers Moxie Marlinspike heißt etwa "mutiger Marlspieker".